# Radway
Radway est un hameau (hamlet) du comté de Thorhild, situé dans la province canadienne d'Alberta.

## Localisation
Le hameau se trouve dans la région du centre de l'Alberta. Il se situe à 0,75 km au sud-est de la route 28, à environ 42 km au nord-est de Fort Saskatchewan et 70 km au nord-est d'Edmonton, la capitale provinciale.